# Champoux
Champoux település Franciaországban, Doubs megyében. Lakosainak száma 90 fő (2022. január 1.). Champoux Moncey, Venise és Marchaux-Chaudefontaine községekkel határos.

## Népesség
A település népességének változása:
| Lakosok száma | 57   | 50   | 54   | 83   | 90   | 90   | 91   | 91   | 89   | 90   |
|               | 1968 | 1982 | 1990 | 2006 | 2013 | 2015 | 2017 | 2019 | 2020 | 2022 |